# Force Motors
Force Motors Ltd. (Раніше — Firodia Tempo Ltd. і Bajaj Tempo Ltd.) — індійський виробник вантажних автомобілів, автобусів і сільськогосподарської техніки. Деякий час компанія входила в структуру Bajaj Auto.
Автобуси малої та середньої місткості виготовляються на базі вантажівки Т1.
Tempo Excel Commuter — залежно від виконання, міські або міжміські
малі автобуси, довжиною 6,7 метрів, з кількістю місць для сидіння від 18 до 32.
Двигун турбодизельний 4-циліндровий (2,6 л.) 76 к.с.
Citiline School Bus — шкільний автобус з 24 пасажирськими сидіннями.

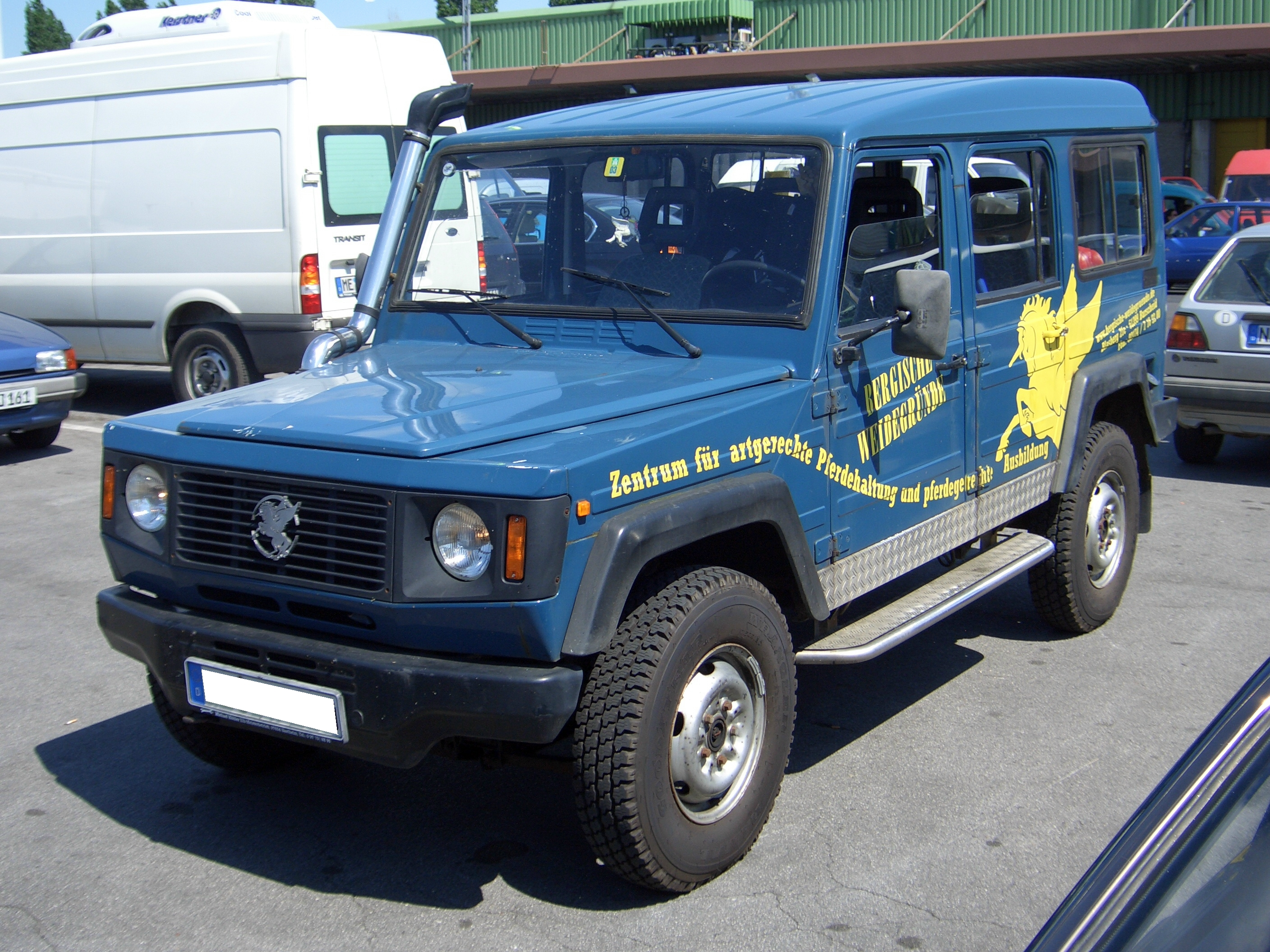
Bajaj Tempo Trax Judo 4x4
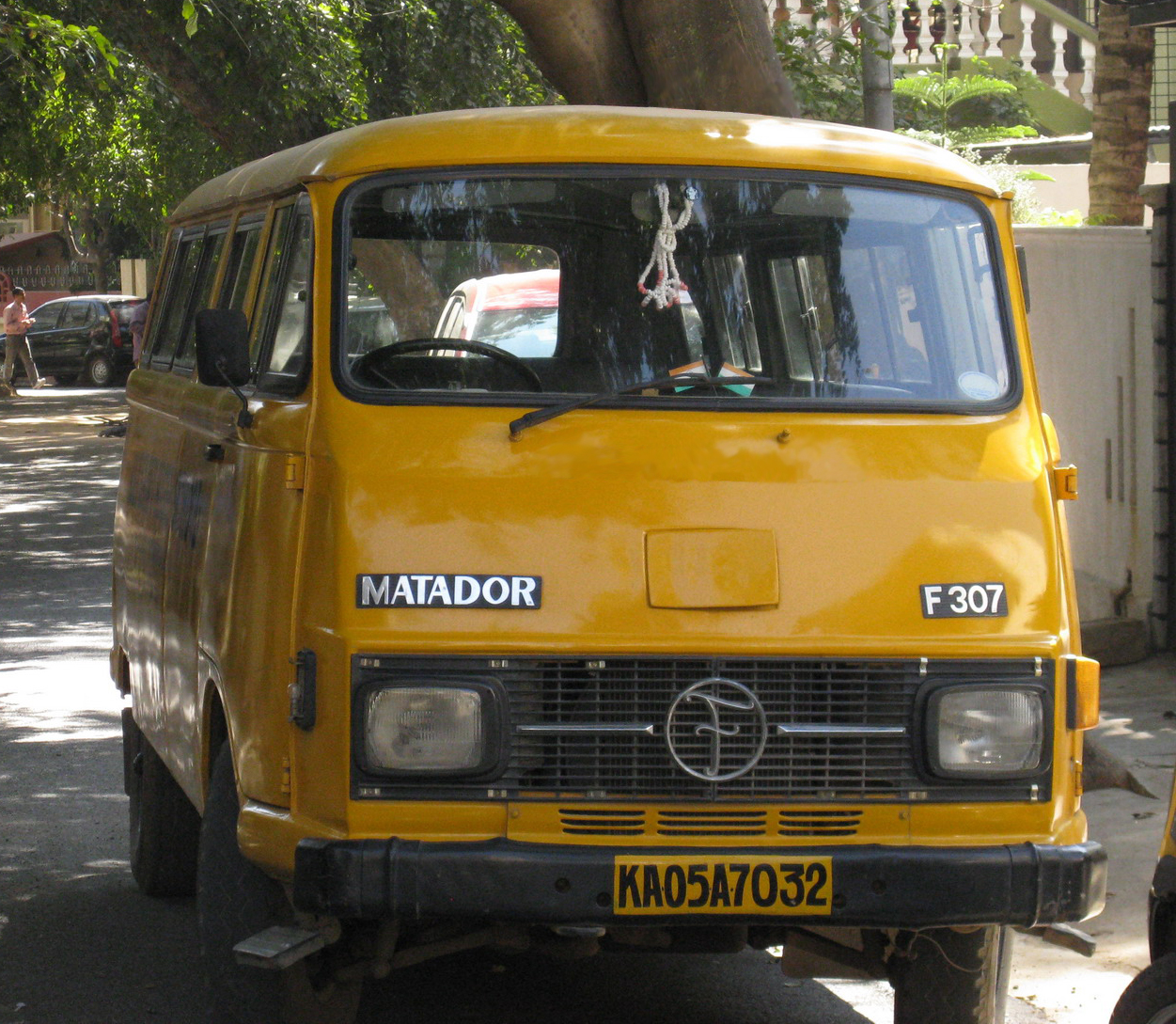
Bajaj Tempo Matador F307
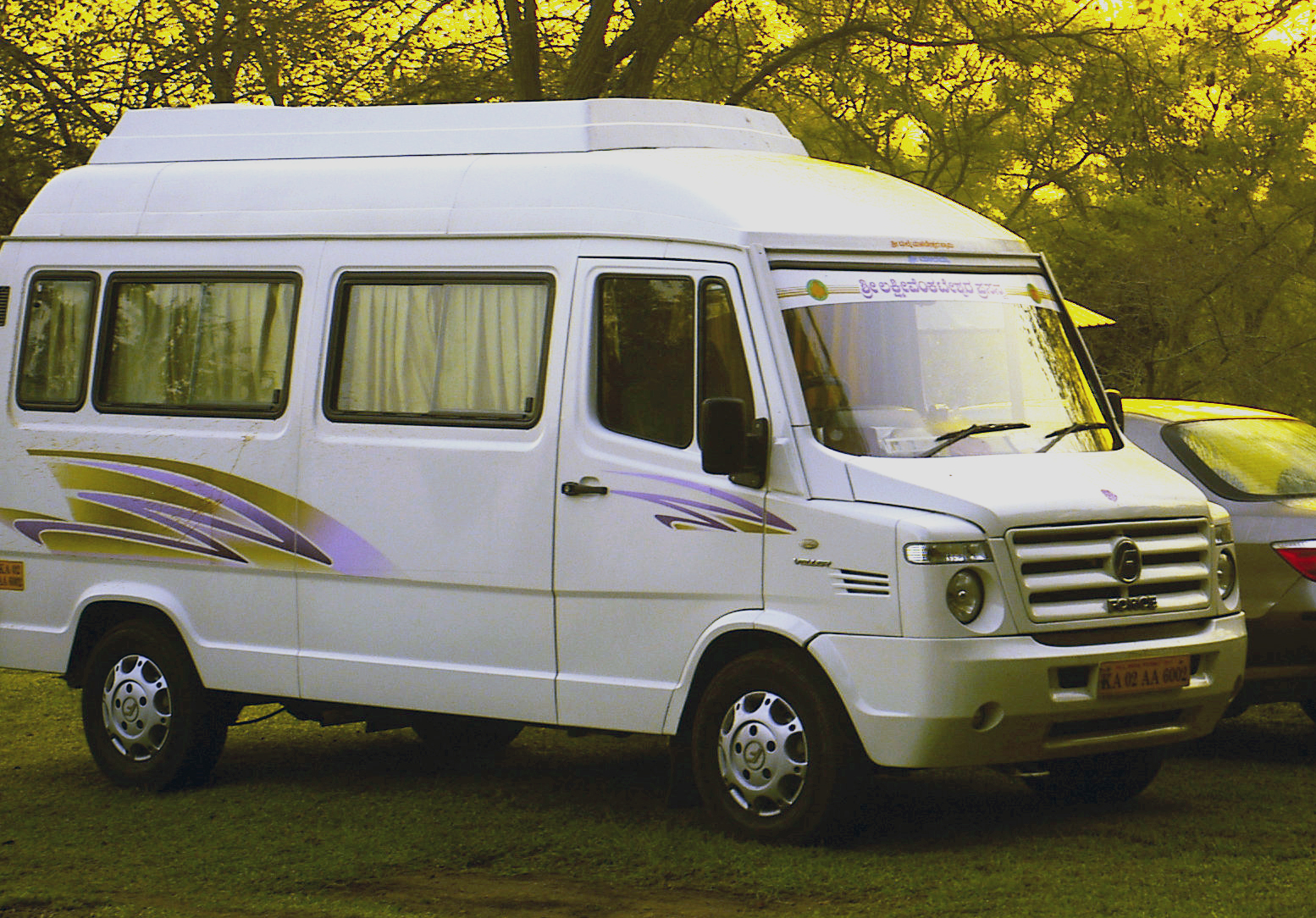
Force Traveller Luxury
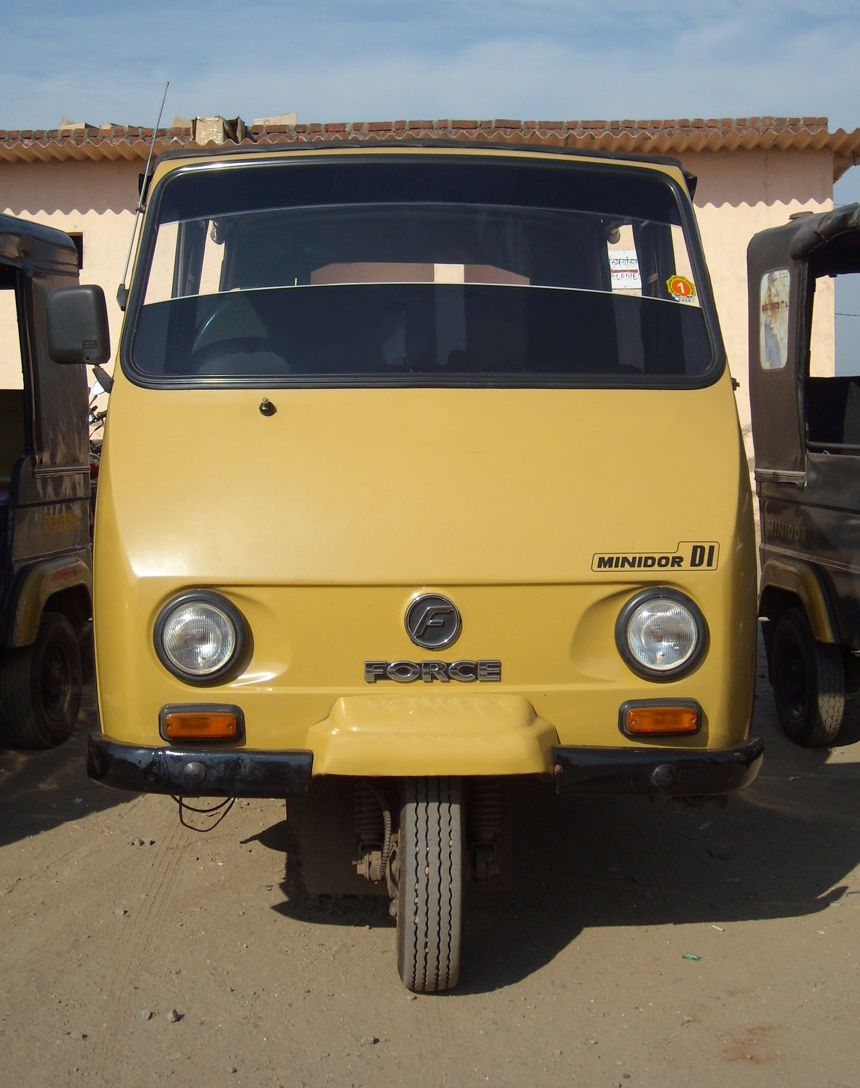
Force Minidor